# Villa Pehuenia

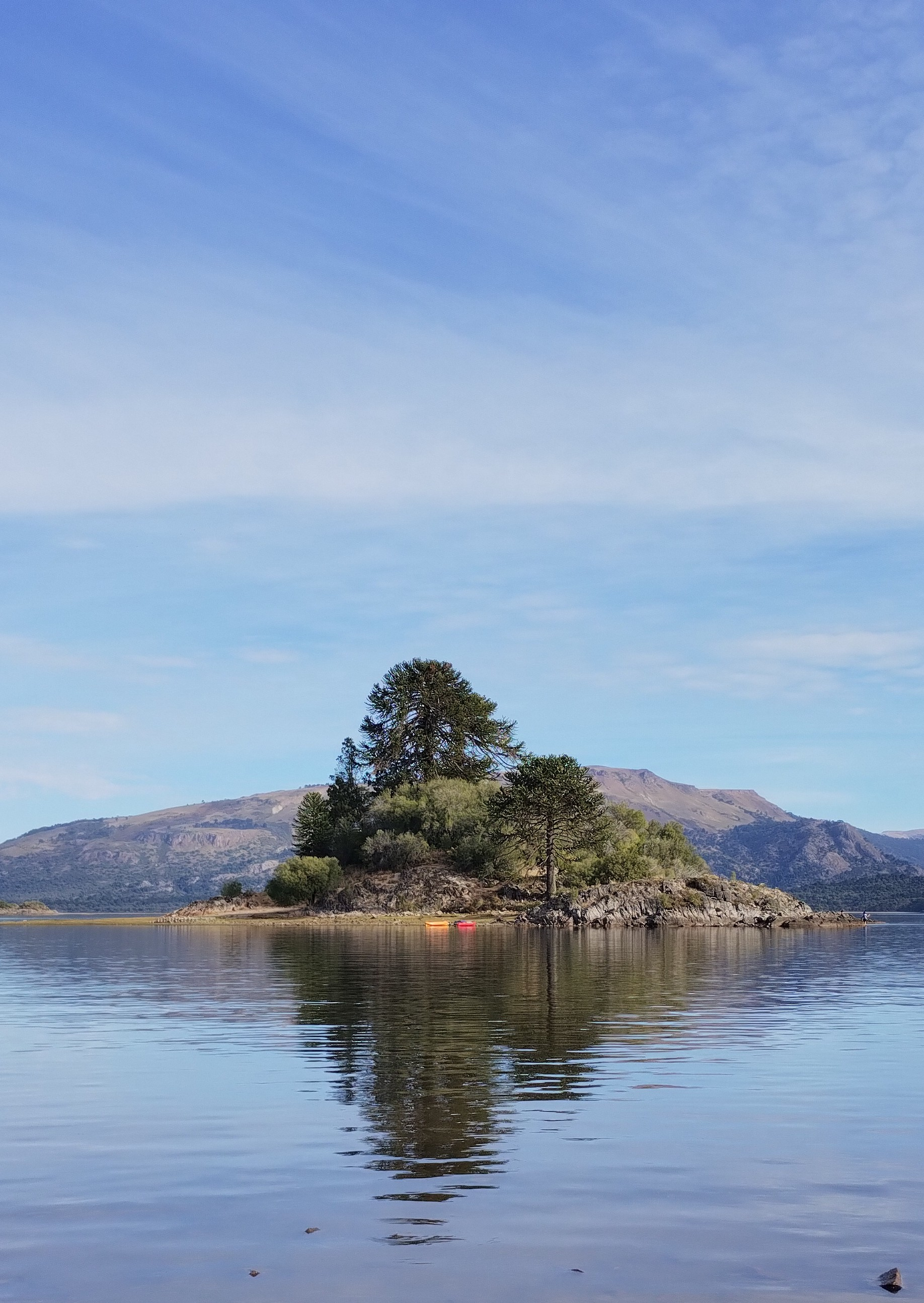
Vista a una de las islas ubicada en el Lago Moquehue

Villa Pehuenia es una localidad situada en el centro-oeste de la provincia argentina del Neuquén, al pie de los Andes Patagónicos.
Se encuentra en el departamento neuquino de Aluminé. Se conecta con el resto de la provincia y con la cercana localidad chilena de Icalma por las rutas provinciales 12 y 23.

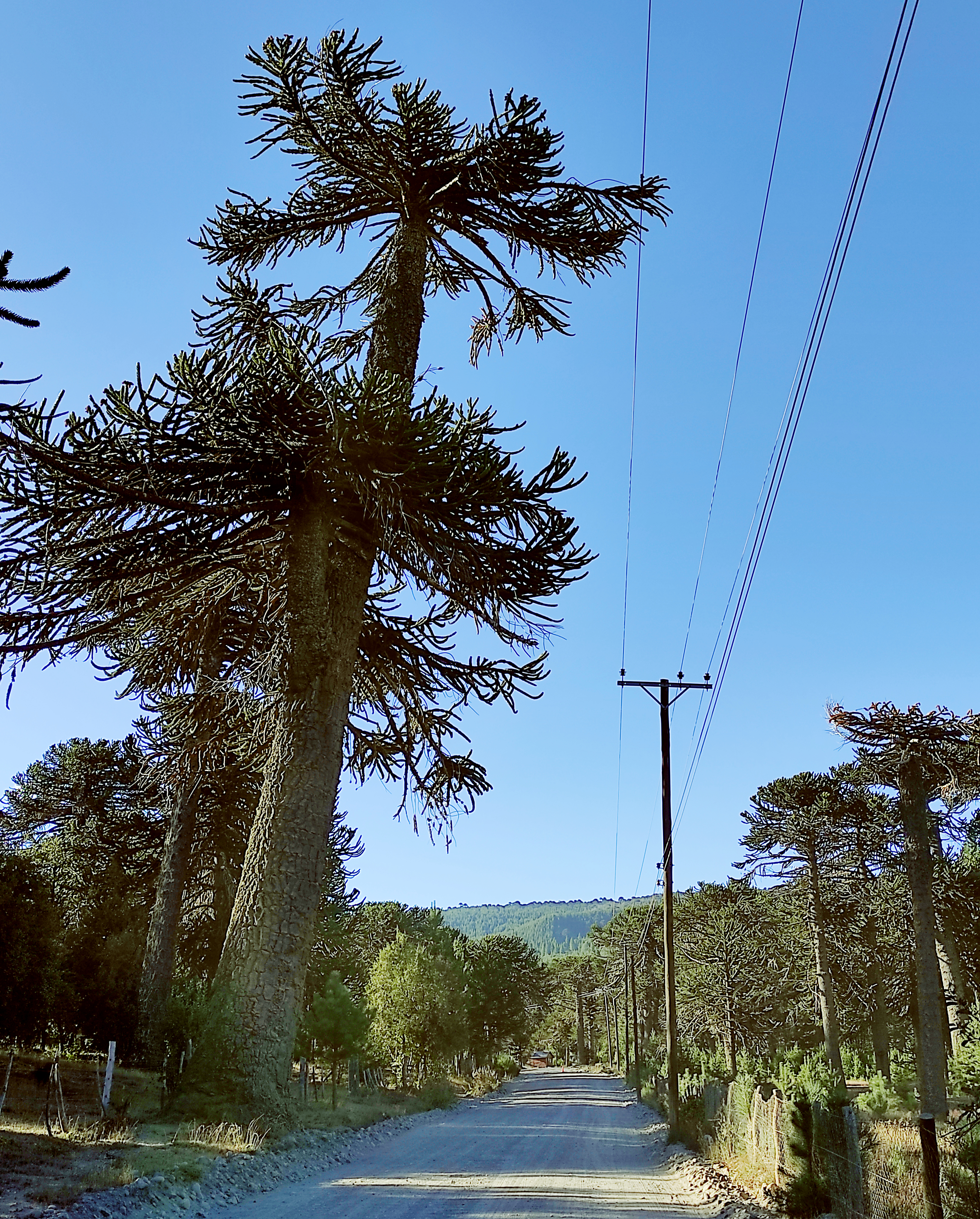
Villa Pehuenia: milenario pehuén (Araucaria arauca)

Se ubica hacia las coordenadas: 38°54′00″S 71°19′58″O / -38.90000, -71.33278 y su altitud es de 1200 m s. n. m. Constituye un municipio de segunda categoría, el cual abarca, además de la localidad central, a la villa de Moquehue.

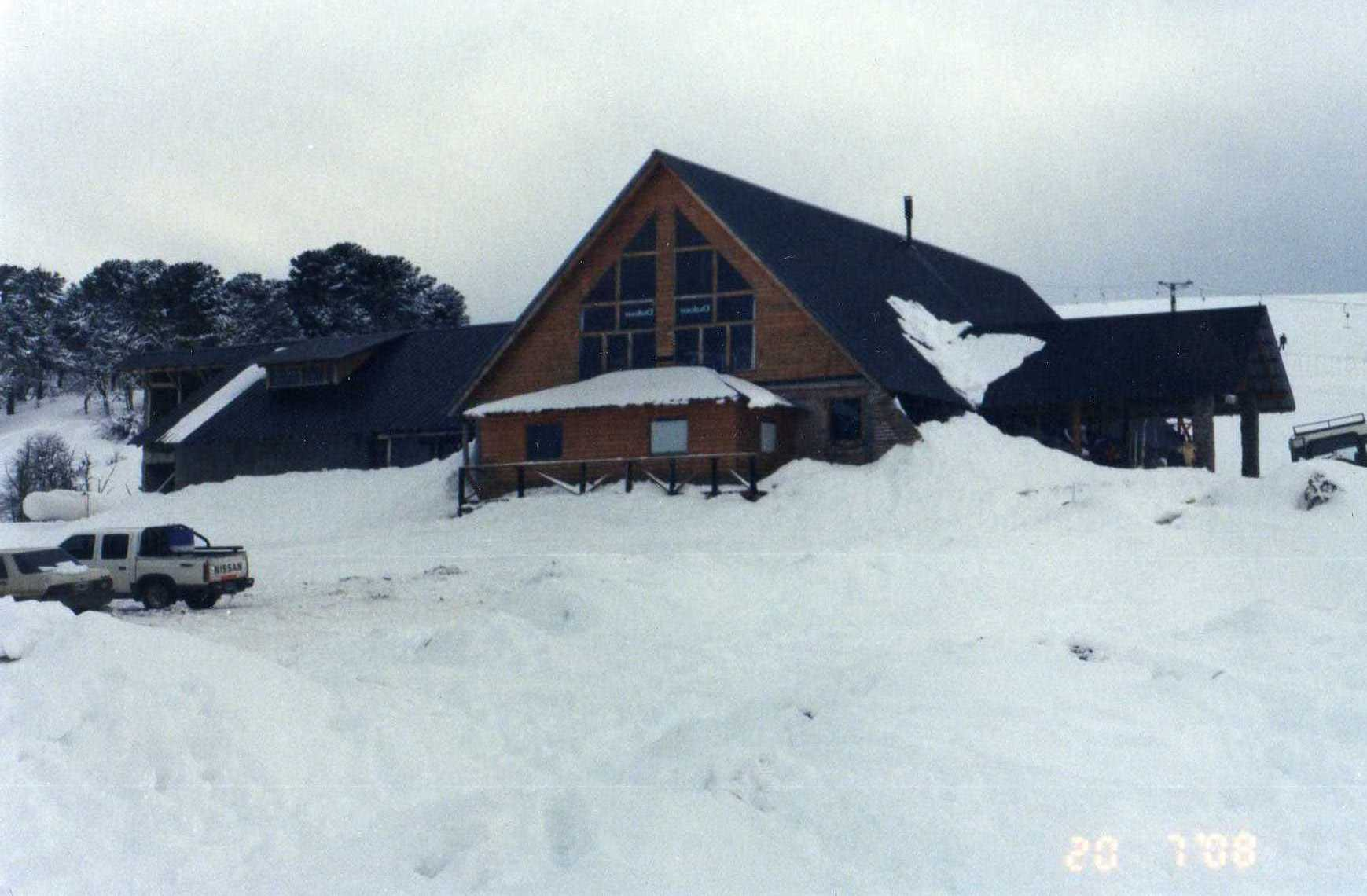
Centro de esquí.

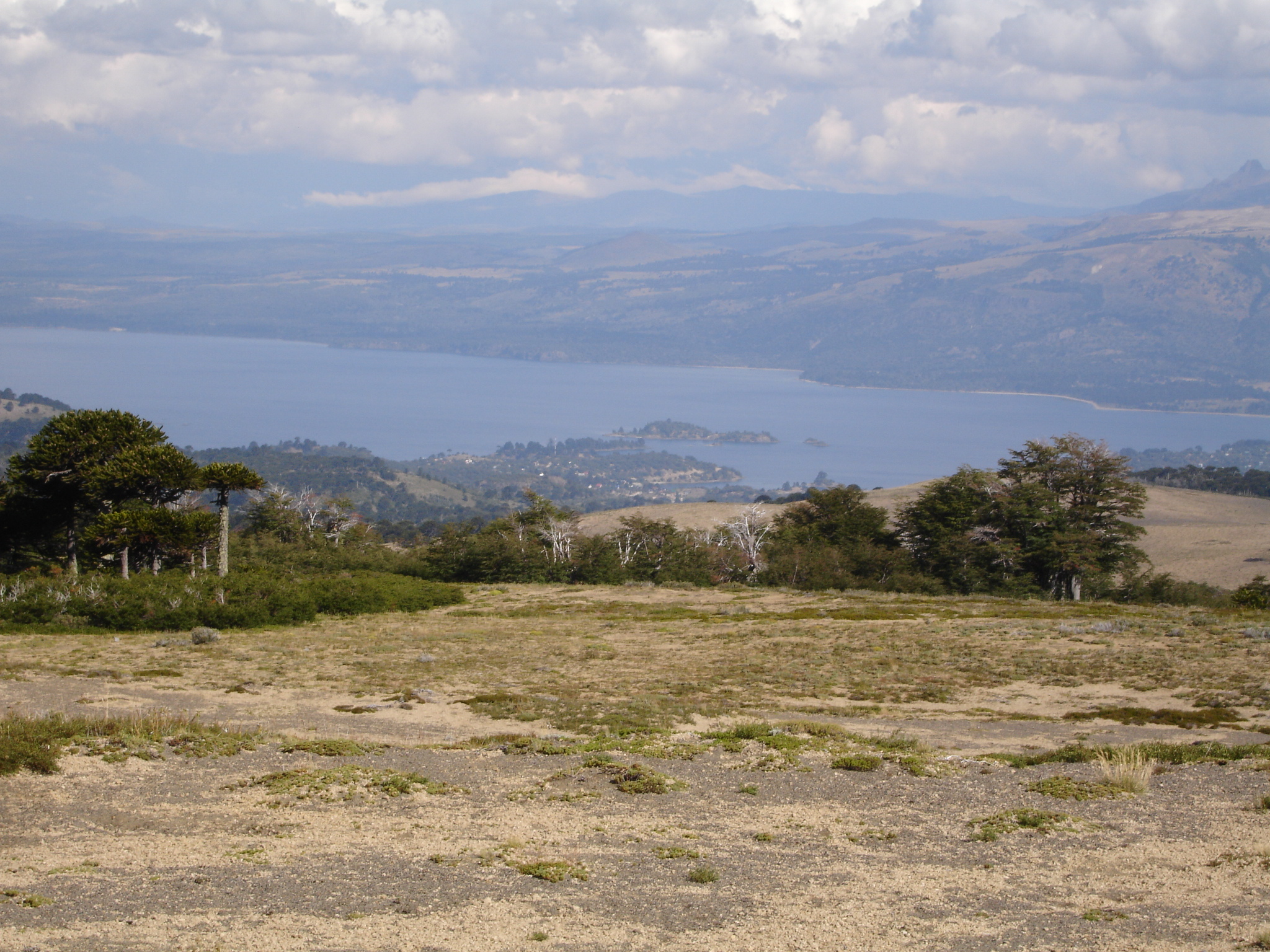
Lago Aluminé desde Batea Mahuida.

## Población
Contó con 1611 habitantes (Indec, 2010), lo que representó un incremento del 450% frente a los 298 habitantes (Indec, 2001) del censo anterior. La población se compuso de 852 varones y 759 mujeres, lo que arrojó un índice de masculinidad del 112,25%. En tanto, las viviendas pasaron a ser 1.070.
Según el censo 2022 se conoció una población dentro del municipio de 2.286 habitantes y 1.811 viviendas.Además, el censo dio a conocer datos de su composición poblacional (658 hombres 689 mujeres), población urbana sin población rural dispersa o localidades dispersas como Moquehue (1347) densidad y área urbana.
| Gráfica de evolución demográfica de Aluminé entre 1991 y 2022 |
|                                                               |
| Fuente: Censos nacionales del INDEC                           |

## Fisiografía

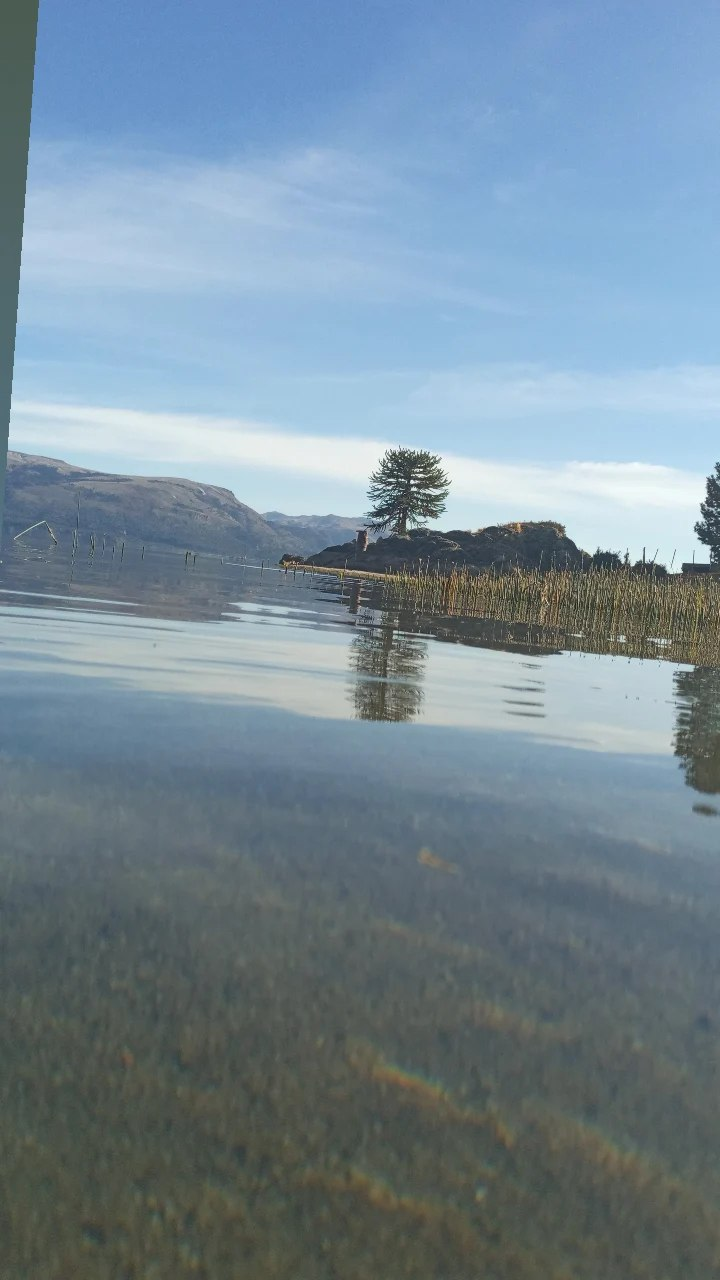
Atardecer en Villa Pehuenia

Villa Pehuenia se encuentra en el medio de la costa norte del lago Aluminé, rodeada por cordilleras: al oeste el cordón principal —o axial— de la cordillera de los Andes, que allí tienen una altitud promedio de 2500 m s. n. m.,  y al norte las ramificaciones de la cordillera de los Andes teniendo por cúspide al cerro Batea Mahuida, cerro de 1706 m s. n. m. que casi se encuentra inmediatamente al norte de la población de Villa Pehuenia. Sus paisajes se componen de altas montañas nevadas, lagos de origen glaciar (el citado lago Aluminé y el lago Moquehue), y bosques de coníferas autóctonas entre los que predominan la Araucaria araucana o pehuén (imponente árbol del cual la población ha recibido su nombre) y coihues (Nothofagus dombeyi), lenga (Nothofagus pumilio), ñirre (Nothofagus antarctica) y cipreses de la cordillera (Austrocedrus chilensis).  Se conecta con Chile por el paso Icalma.
Hidrológicamente se encuentra en la parte alta (norte) de la cuenca hidrológica del río Aluminé o Collón Cura, el cual desagua al río Limay, formando parte de la cuenca alta del río Negro.
Los lagos poseen un particular color cerúleo, y las montañas siempre poseen sus cumbres nevadas, destacándose entre estas el volcán Batea Mahuida que mantiene nieves hasta prácticamente su base durante 7 meses, desde abril en los inicios del otoño hasta ya el mes de octubre en la primavera austral, al estar sus principales laderas a la sombra del sol y de los vientos cálidos, y refrescadas por un prácticamente continuo leve viento del suroeste.
Unos 2 km al oeste se encuentra la pequeña población de La Angostura y 5 km al este la también pequeña población de Villa Unión.

## Clima

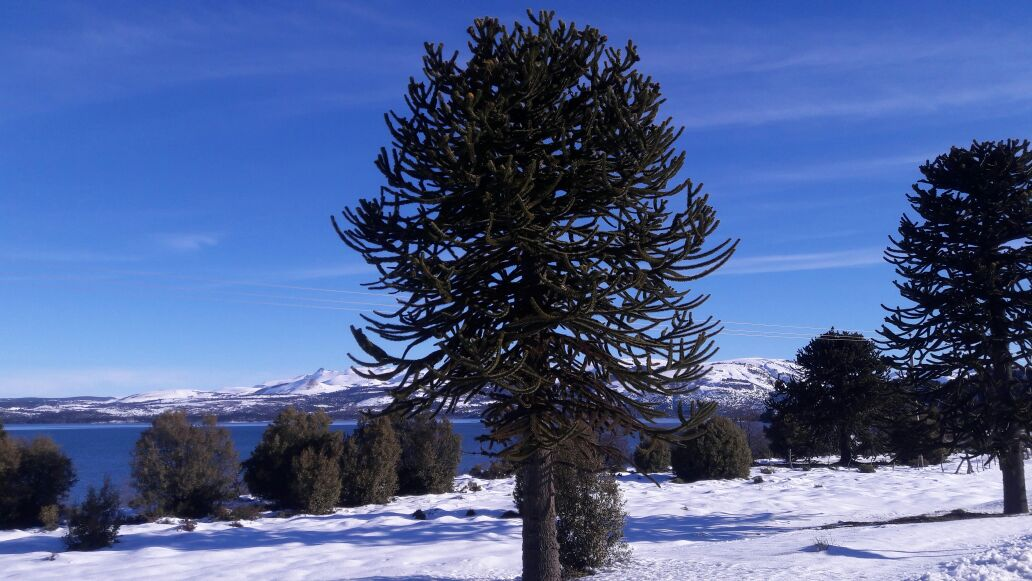
Villa Pehuenia - Neuquén - Patagonia Argentina

El clima es seco, con las cuatro estaciones bien definidas. Los días de verano son cálidos, con temperaturas entre los 20 °C y los 30 °C, y noches frías con temperaturas entre 5 °C y 0 °C. En el invierno, la nieve cubre abundante la región con temperaturas que pueden descender fácilmente hasta los -20 °C.

## Historia
La presencia de etnias indígenas en la región de los lagos Aluminé y Moquehue (en Argentina), Icalma (en Chile) es más que milenaria a ambos lados de la Cordillera de los Andes, que no constituía una barrera sino, por el contrario, una vía de comunicación y recursos para el desarrollo de comunidades que conformaban un pueblo común, el mapuche, y fueron modelando identidades diferenciales en función de su entorno, con rasgos diferenciales en cuanto a costumbres, vestimenta, vocabulario, alimentación o prácticas de supervivencia. Dado que se trataba de poblaciones nómades de recolectores y cazadores que no constituían asentamientos con construcciones perdurables, que pudieran identificarlas por un sitio definido, las diversas parcialidades se identificaban y eran reconocidas en los registros históricos por su prevalencia geográfica, tales como los williche (gente del sur), los lafquenche (gente del mar o de los lagos), o los pehuenche (pewenche o pegüenche), habitantes de la zona de los pehuenes o araucarias, al pie de la Cordillera. La pewenche es una parcialidad mapuche cuya presencia en el sudoeste de Neuquén está documentada por las primeras crónicas españolas, inclusive contemporáneas a Valdivia (1541 aprox.), época en la que presión de la colonización europea propició las migraciones forzadas y aceleró los movimientos en el territorio, a la que seguiría la campaña de militar de ocupación del sector oriental de la cordillera por parte del gobierno argentino, llamada "Conquista del Desierto", en un proceso que dio lugar a la llegada de los primeros colonos e inmigrantes europeos. 
Pese a las presiones, las poblaciones originarias lograron mantener territorios reservados, dadas sus costumbres preindustriales y altamente adaptadas al ambiente. Se han mantenido también territorios altamente preservados ecológicamente. Un ejemplo de ello ha sido y es el respeto por los bosques (que se evita en todo lo posible deforestar; del pehuén se obtienen muy buenos recursos alimentarios).
Otro ejemplo patente es la edificación originaria: las "rucas", es decir viviendas típicas, están realizadas con algunas vigas de troncos, muchas veces obtenidas de árboles naturalmente fenecidos, lo cual disminuye el riesgo de incendios forestales. Como componente importante de las paredes se usa el muy aislante adobe. El techo a dos aguas es muy útil para soportar mejor el peso de las nieves y facilitar, cuando éstas se derriten, el rápido escurrimiento de las aguas. Es así que, por convergencia, las rucas tienen mucho en común con los chalés alpinos y las eches o etches o etxes pirenaicas. La orientación principal de los vanos - puertas y ventanas - de las rucas es hacia los lugares que más luz solar reciben y con menor exposición a los vientos fríos y húmedos.
Por lo general, estas viviendas reciben su agua directamente de los deshielos montanos mediante sencillos acueductos y se hallan rodeadas de una pequeña granja, o al menos de una pequeña huerta; huerta en la cual se cultivan papas, manzanos, zapallos, las plantas del merkén etc. Como en casi todo el ámbito rural argentino, a pocos metros de la vivienda se encuentra el horno de barro, en el cual se cuece el pan casero y el ñaco).
Con todo, hasta el crítico año de 1989 la actual Villa Pehuenia aún no existía, en su lugar se encontraba un caserío pequeño y desperdigado, llamado ocasionalmente "Aluminé", poblado por integrantes de la comunidad puel (en mapudungun : "-signo cardinal- este"), gente ya criolla agauchada muy mixogenizada con los "blancos" que mantenía algunas costumbres de sus antepasados indígenas.
El año 1989  los vecinos supieron organizarse como para superar la adversidad. Una de sus primeras excelentes ideas fue la de utilizar el volcán Batea Mahuida como centro de esquí, ya que, en efecto, tal montaña reúne excelentes condiciones para los deportes invernales - o, mejor dicho, nivales - ya que las nieves se encuentran allí abundantemente durante casi toda la mitad de cada  año.

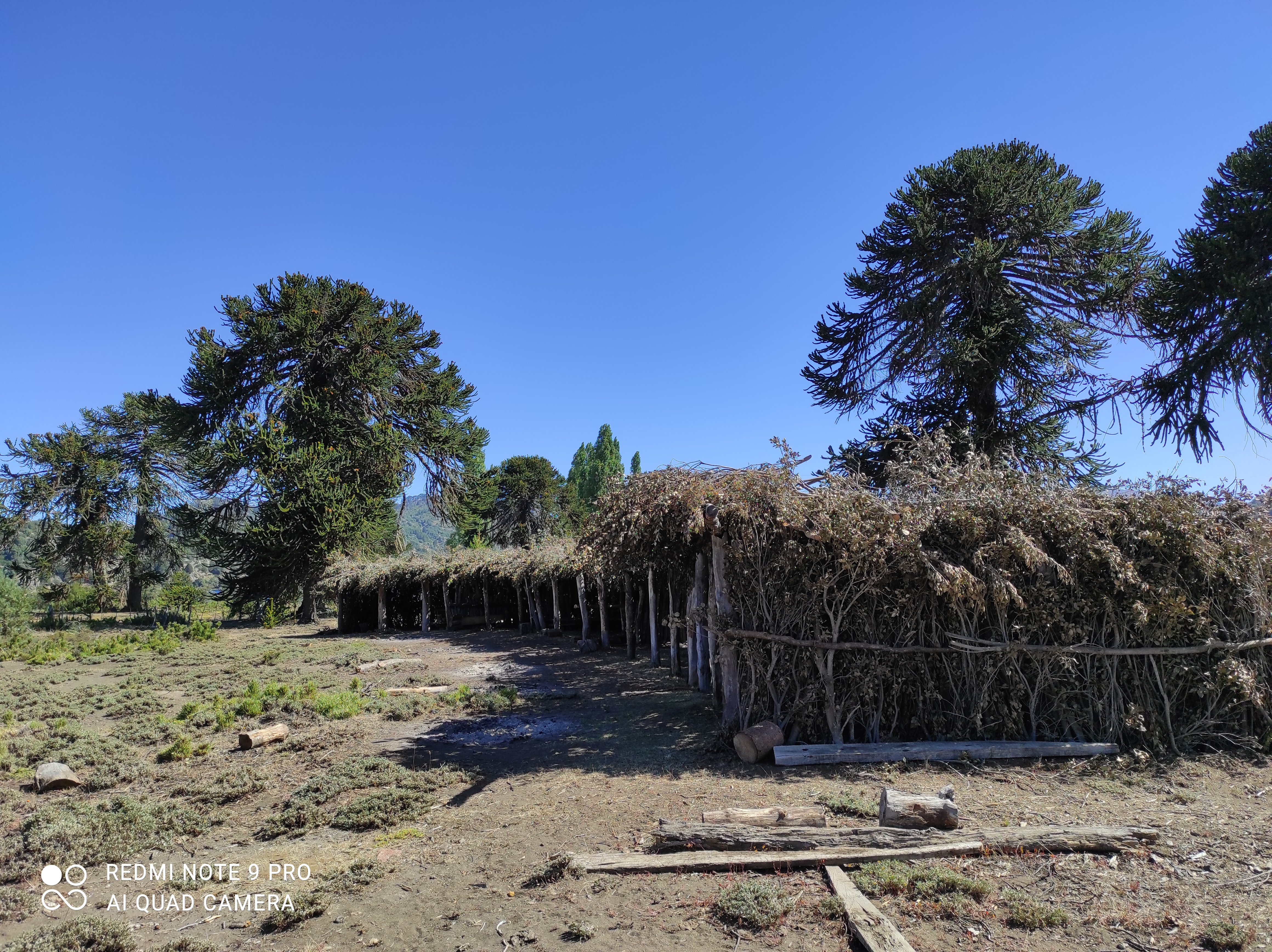
Enramada al norte del Lago Moquehue, Villa Pehuenia

De este modo, la organización de los criollos de la Comunidad Mapuche Puel iniciada en torno a la utilización sabia del recurso turístico natural fue la base para el origen de la población -con miras a ser prontamente pequeña ciudad de montaña- llamada Villa Pehuenia. A los habitantes de la comunidad Puel se han ido sumando nuevos pobladores (muchos de ellos europeos) que para gozar de la excelente situación aceptan de buen grado las costumbres básicas de la comunidad argentina Puel.

## Economía

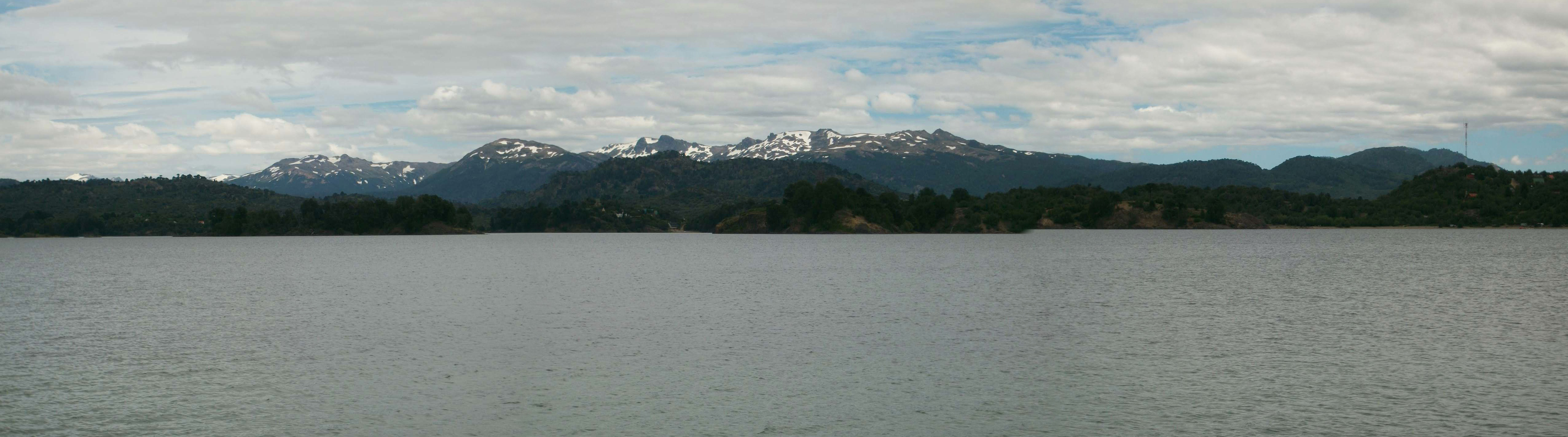
Villa Pehuenia.

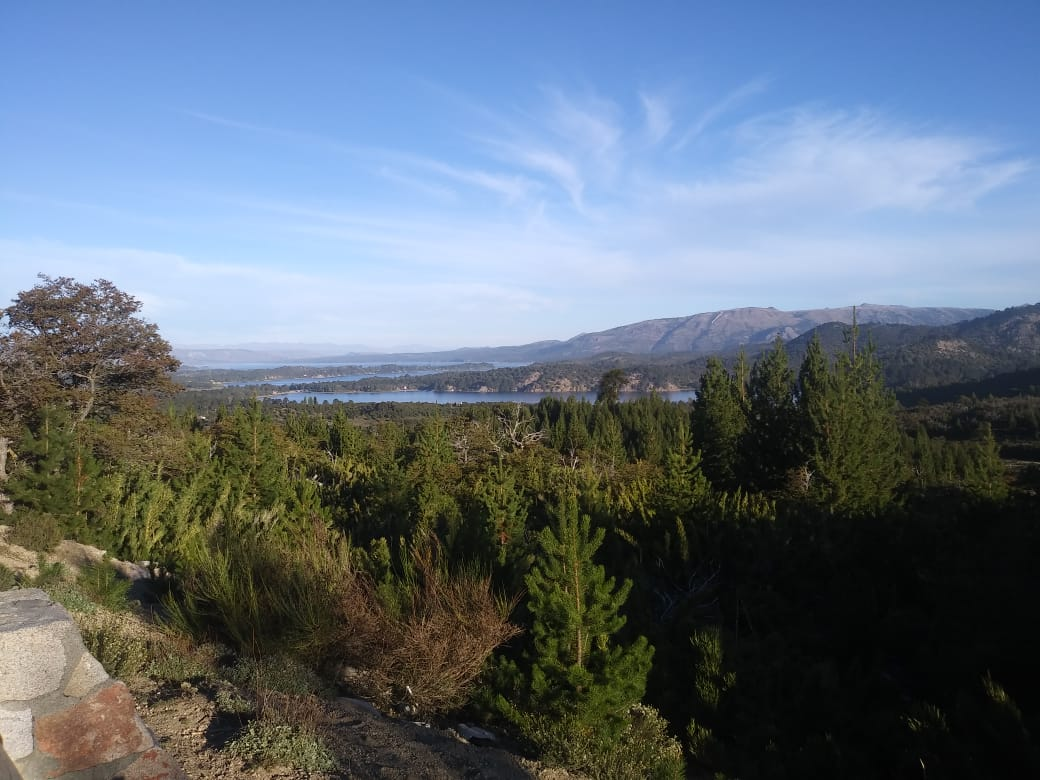
Camino a Villa Pehuenia

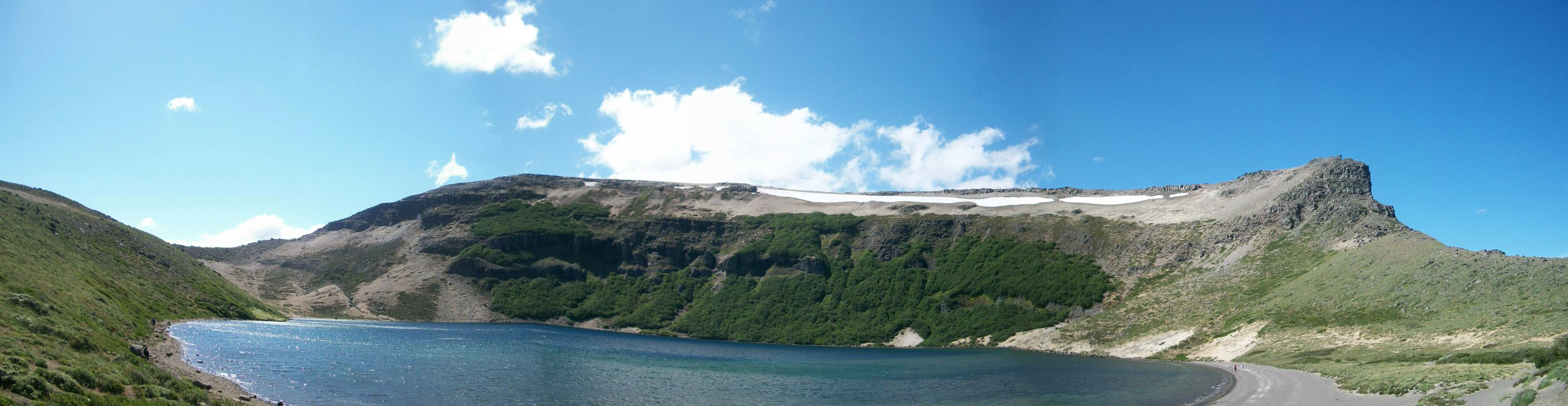
Cráter del volcán Batea Mahuida.

En la actualidad el mayor recurso es el turismo, centrado en los deportes invernales que tienen su punto culminante en el cerro Batea Mahuida (administado cooperativamente por la comunidad puel), a este gran recurso turístico le siguen otros varios, entre ellos: acampada, turismo agreste, excursionismo, senderismo, pesca deportiva de salmónidos en los lagos y arroyos, safaris fotográficos. Actividades náuticas y la degustación de gastronomía regional, muchas veces sobre la base de la semilla del pehuén (por ejemplo la especie de cerveza llamada mudai realizada con semillas de pehuén fermentadas), los vinos blancos de la región, los dulces de llao llao y rosa mosqueta, el curanto, los chiporros o asados de corderito, los asados de trucha y salmón, las sopaipillas,  patés y empanadas así como la buena condimentación con merkén.                                       
Es una de las pocas partes argentinas, donde existen todavía bosques del pehuen, lo cual atrae turismo ecológico, excursionismo y de senderismo internacional. Hay un vivero forestal provincial donde se reproducen especies nativas de la región, para restaurar las áreas degradadas en el municipio. Existe potencial para establecer áreas naturales protegidas oficialmente reconocidas en un futuro próximo. Ya existe la reserva del Parque Cinco Lagunas - Quechu Lafquen, mantenido por la comunidad local.
Villa Pehuenia ofrece servicio al turismo nacional e internacional a través de numerosos hoteles, cabañas para rentar, áreas de campar, restaurantes y tiendas de todo tipo.

## Acceso
La ruta provincial 13 vincula en forma directa a Villa Pehuenia con Zapala con un vistoso recorrido de 125 km, pasando por Primeros Pinos, La Atravesada, Kilca y la Pampa de Lonco Luán. Esta camino suele cerrarse en épocas con nevadas intensas. Esta ruta termina en el paso fronterizo de Icalma, a 12 km, que permite el acceso a las localidades chilenas de Icalma, Melipeuco, Cunco y Temuco, donde se accede a la Ruta 5, autopista que vincula Chile de norte a sur.  
La ruta provincial 11, tras un espectacular recorrido — aunque difícilmente transitable en invierno — lleva al cercano Lago Ñorquinco, que es también el acceso septentrional del parque nacional Lanín.
La ruta provincial 23 comunica a Villa Pehuenia con el paso fronterizo de Pino Hachado, donde finaliza la ruta nacional 22 (que nace en Bahía Blanca). Esta ruta 23, con un recorrido muy vistoso entre valles cordilleranos bordeando el río Litrán, no es mantenida en época invernal por lo que permanece cerrada durante la época nevada. Es de fácil recorrido hacia el Sur durante todo el año, comunica sucesivamente a Villa Pehuenia con las ciudades de Aluminé, Junín de los Andes y San Martín de los Andes.
El acceso a Villa Pehuenia desde Neuquén-Zapala se concreta a través de la ruta provincial 46 que une Zapala con Aluminé, a través de la cuesta del Rahué, la cual es mantenida expedita durante todo el año.

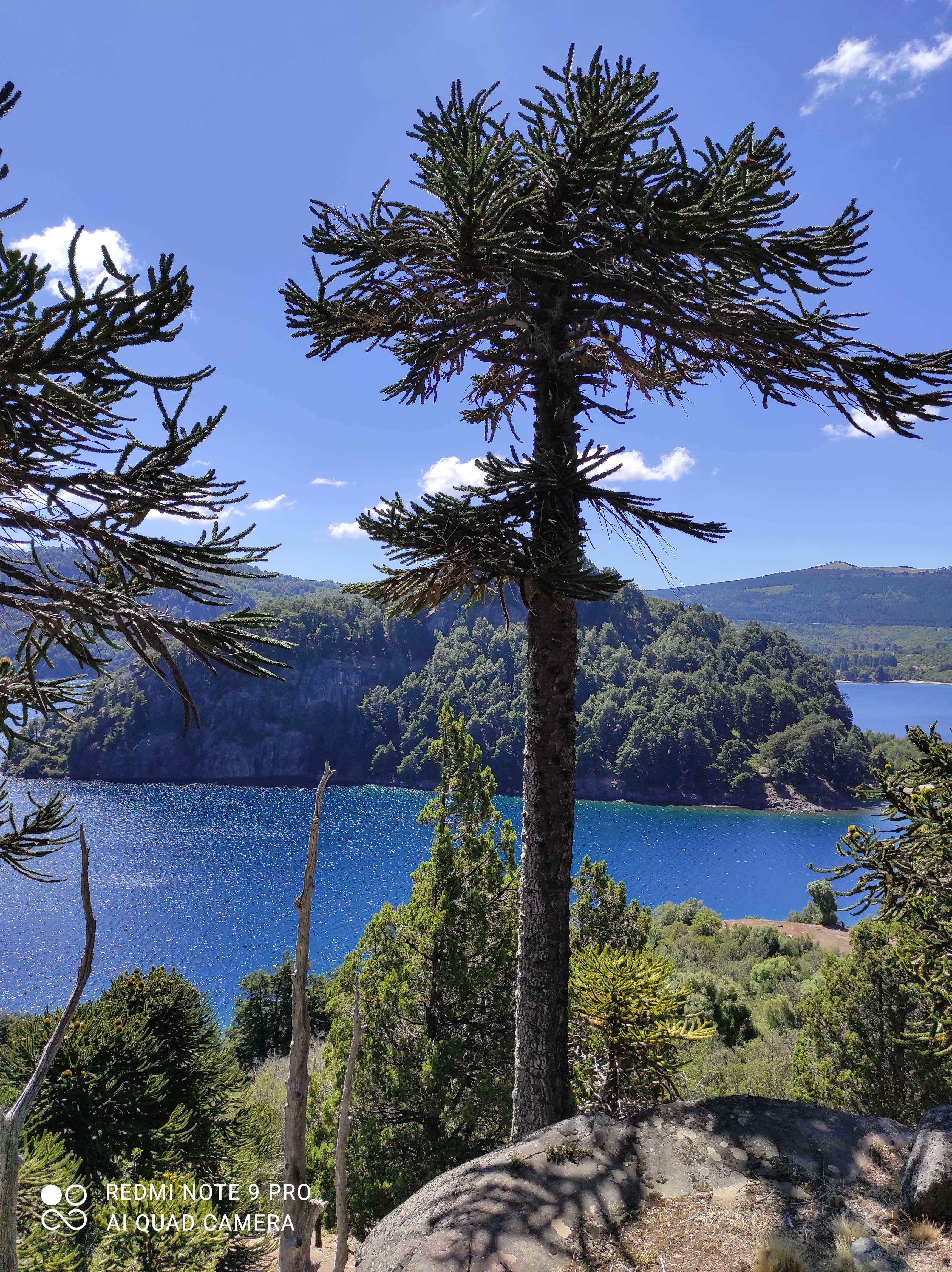
Vista al lago Moquehue, Villa Pehuenia, prov. Neuquén

Existe servicio de transporte público diario de autobús desde la terminal de Neuquén, conectando también con el Aeropuerto Internacional Presidente Perón en las afueras de la ciudad. 